# العمود الفقري للشيطان (فلم)
العمود الفقري للشيطان (بالإسبانية: El espinazo del diablo) هو فيلم رعب قوطي إنتاج عام 2001 من إخراج غييرمو ديل تورو، كتب الرواية ديل تورو، وديفيد مونيوز، وأنتونيو تراشوراس. تم إنتاجه بشكل مُستقل بواسطة بيدرو ألمودوبار كإنتاج دولي مشترك بين إسبانيا والمكسيك، تم تصوير الفيلم في مدريد.

## الرواية
تم تعيين حبكة الفيلم في إسبانيا، 1939، خلال السنة الأخيرة من الحرب الأهلية الإسبانية. حصل الفيلم على آراء إيجابية للغاية من النقاد والجماهير.
يقوم كل من كاساريس (فيديريكو لوبي) وكارمن (ماريسا باريديس) بإدارة منزل صغير للأيتام في جزء بعيد من إسبانيا خلال الحرب الأهلية الإسبانية. مساعدي الزوجين على إدارة دار الأيتام هما جاسينتو (إدواردو نورييغا)، صاحب الأرض، وكونشيتا (إيرين فيسيدو)، وهو مدرس يشارك أيضًا جاسينتو. يتوافق كاساريس وكارمن الموالين للجمهوريين مع بعضهما، ويختبئون في مخبأ كبير من الذهب يستخدم لدعم الخزينة الجمهورية؛ ربما ليس من قبيل الصدفة، تعرض ملجأ الأيتام أيضًا لهجمات من قوات فرانسيسكو فرانكو، بقنبلة مبطنة في فناء المنزل.
في يوم من الأيام، وصل صبي يدعى كارلوس (فرناندو تيلفي) إلى المنزل مع اثنين من الجمهوريين، كلاهما يطلبان من كاساريس وكارمن أن يأخذوه لأن والده توفي وهو يقاتل الفاشيين. يستقبله كاريس وكارمن، وسرعان ما يقيم الصبي صداقة غير محتملة مع خايمي (إنيغو غارسيس)، وهو صبي يتمتع بسمعة في تعذيب الأطفال الآخرين. لكن كارلوس يبدأ قريبًا في الحصول على رؤى لظهور غامض لا يستطيع تحديد هويته، ويستمع إلى قصص غريبة عن طفل اسمه سانتي الذي فُقِد في اليوم الذي ظهرت فيه القنبلة بالقرب من دار الأيتام.

## طاقم التمثيل
- فرناندو تيلفي في دور كارلوس، يتيم. وصفه ديل تورو في تعليق DVD بأنه قوة من البراءة. كان تيلفي قد اختبر في الأصل كإضافي قبل أن يقرر جييرمو ديل تورو أن يحتل الصدارة. كان هذا الفيلم لأول مرة. كان كل من تيليف وشريكه النجم إنيجو غارسيس قد جاءا كجنود حرب عصابات في متاهة بان.
- إنيغو غارسيس كـ خايمي، فتى متنمر لدار الأيتام الذي يصادق كارلوس فيما بعد.
- إدواردو نورييغا في دور جاسينتو، القائم بالأعمال المؤقت.
- ماريسا باريديس بدور كارمن، مديرة دار الأيتام.
- فيدريكو لوبي في دور الدكتور كاساريس، طبيب الأيتام.
- جونيو فالفيردي في دور سانتي، يتيم يصبح شبحًا.
- أيرين فيسيدو في دور كونشيتا، خطيبة جاسينتو.

## الإنتاج
كان الفيلم إنتاجًا دوليًا مشتركًا بين إسبانيا والمكسيك.  
كتب ديل تورو المسودة الأولى قبل كتابة فيلمه الأول كرونوس. تم وضع هذه النسخة «مختلفة جدًا» في الثورة المكسيكية ولم تركز على شبح الطفل بل على «المسيح بثلاثة أذرع». وفقًا لما ذكره ديل تورو، وكما تم رسمه في دفاتر ملاحظاته، كانت هناك العديد من التكرارات للقصة، وكان من بينها بعض الخصوم الذين كانوا «يتأملون... رجلاً مسنًا بإبرة»، «شبح مجفّف» بعيون سوداء (بدلاً من جاكينتو الحي الذي يروع الأيتام)، و «كائنات حمراء من رأسها إلى قدمها.» 
بالنسبة إلى الدافع للشرير، وفقًا للممثل الذي صوره (إدواردو نورييغا)، فإن جاسينتو «عانى كثيرًا عندما كان طفلاً في دار الأيتام هذه. ربما شخص ما عامله بوحشية: هذا هو شقائوه. ثم هناك التأثير الوحشي للحرب». يلاحظ نورييغا كذلك أن «ما فعله غيليرمو هو كتابة سيرة لجاسينتو (الذي ذهب إلى والدي جاسينتو، وما فعلوه في الحياة، وأكثر من ذلك) وأعطاني إياها».
استحدثت DDT Studios في برشلونة النسخة النهائية من شبح البكاء (الضحية والمنتقم) سانتي، مع معبده الذي يشبه الخزف المسن القديم.

## الاستقبال
كانت ردود الاستقبال والاستجابة إيجابية إلى حداً كبير، على الرغم من أنها لم تحظ بنجاح حاسم في متاهة بان في عام 2006. قارنها روجر ايبرت بشكل إيجابي مع الآخرين، وهي قصة شبح أخرى صدرت في وقت لاحق من نفس العام. ادعى كريستوفر فارني من فيلم Threat : «إن» العمود الفقري للشيطان «ليس له أي معنى على الإطلاق – خلال مُخططاته الكثيرة التي تحوم حولها – يبدو عجيبًا بعض الشيء». أعطى أنتوني سكوت، من صحيفة نيويورك تايمز الفيلم تقييماً إيجابياً، وصرح أن «المخرج تورو، يوازن الفزع بالحنان، وينكسر رُعب وحزن الوقت من خلال عيون صبيٍ صغير، والذي يفهم فقط نصف ما يشهده».
كان الفيلم في المرتبة رقم 61 في لحظات 100 فيلم الأكثر رعبا في برافو لمشاهده المُختلفة التي يظهر فيها الشبح. وهي حاصلة حاليًا على تصنيف 92٪ على روتن توميتوز. صنف Bloody Disgusting الفيلم في المرتبة الثامنة عشرة في قائمته «أفضل 20 فيلمًا رعبًا من العقد»، حيث وصف المقال الفيلم بأنه «أنيق وعميق الإحساس... إنه بالتناوب صورة مدمرة للطفولة في وقت واحد من الحرب وكابوس مثير للاشمئزاز». تم وصف الفيلم كقصة شبح إنسانية.

## روابط خارجية
- مقالات تستعمل روابط فنية بلا صلة مع ويكي بيانات
- الموقع الرسمي
- استعراض في Cinefantastique أون لاين
- العمود الفقري للشيطان: الماضي لم يمت أبدا. . . مقال بقلم مارك كرمودي في مجموعة كريتيريون